# Purutu
L'isola di Purutu è un'isola della Papua Nuova Guinea, ed è la seconda più grande, dopo quella di Kiwai fra quelle che si trovano alla foce del fiume Fly nel sud della Nuova Guinea. Amministrativamente fa parte del Distretto di South Fly nella Provincia Occidentale, appartenente alla Regione di Papua.

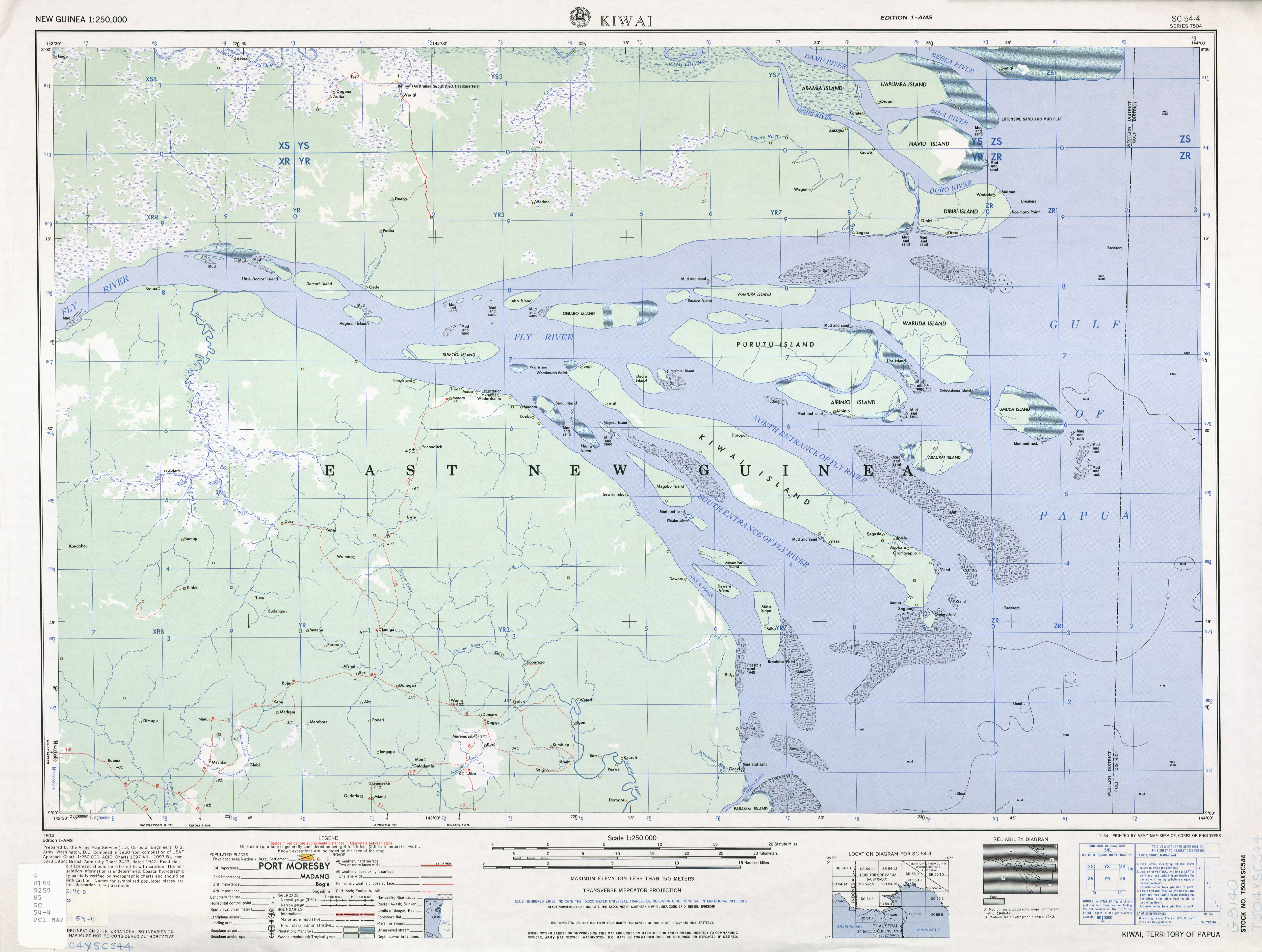
Mappa della foce del fiume Fly